# Diamond Is Unbreakable
Diamond Is Unbreakable (ダイヤモンドは砕けない), connu initialement sous le nom 4e partie : Josuke Higashikata (第4部 東方仗助, Dai 4 Bu: Higashikata Jōsuke) est la quatrième partie du manga JoJo's Bizarre Adventure. Elle a été publiée entre 1992 et 1995 dans le magazine Weekly Shōnen Jump et comporte 174 chapitres compilés dans les volumes 29 à 46. La version française a d'abord été publiée en intégralité par J'ai lu, et est éditée par Delcourt Tonkam depuis le 1er juillet 2015.
Le manga se déroule en avril 1999 à Morio au Japon. C'est la rentrée scolaire au Japon et Jotaro Kujo vient rencontrer un certain Josuke Higashikata. Jeune lycéen, il s'avère être à son grand étonnement son oncle (fruit d'une relation adultère de Joseph Joestar avec une Japonaise). Il vient aussi le mettre en garde contre un mystérieux manieur de Stand qui vient menacer la vie paisible de sa petite ville. Troublé, Josuke se voit obliger d'accepter sa destinée lorsque le danger vient frapper à sa porte : protéger sa ville et ceux qu'il aime des malveillants manieurs de Stand qui commencent à apparaître.
Une adaptation en anime produite par le studio David Production est diffusée entre avril et décembre 2016 sur Tokyo MX au Japon et en simulcast sur Anime Digital Network et Crunchyroll dans les pays francophones. Une adaptation en film live réalisée par Takashi Miike est sortie le 4 août 2017 au Japon,,.

## Résumé

### Introduction (Ch. 1–8)
Avril 1999, au Japon, dans la petite ville de Morio, Koichi Hirose, un adolescent de 15 ans tombe sur un homme, Jotaro Kujo. Ce dernier est à la recherche de Josuke Higashikata, un autre lycéen qui est pris à partie par une bande de voyous au même moment. Sous l'œil de Jotaro, Josuke les mets à terre grâce à une force invisible et soigne une tortue toujours grâce à cette capacité. Jotaro lui explique qu'il est venu à Morio pour lui parler de son père (que Josuke n'a jamais connu) : Joseph Joestar. Grand-père de Jotaro, Joseph avait eu une aventure avec la mère de Josuke sans savoir qu'il avait eu un fils. Josuke apprend également que sa capacité s'appelle un Stand, une entité invisible dotée de pouvoir uniques que seuls d'autres utilisateurs (les manieurs) peuvent voir. 
Jotaro enchaîne en expliquant qu'il est également venu à Morio car Joseph (lui aussi manieur) a identifié un danger qui plane sur la famille de Josuke. Il s'agit d'Anjuro Katagiri dit "Angelo", un tueur en série qui terrorisait Morio, et s'est échappé de prison. Angelo tue le grand-père de Josuke, le policier qui l'avait arrêté la première fois, mais, grâce à l'aide de Jotaro, Angelo est emprisonné dans un bloc de pierre. N'étant pas un manieur de stand inné, Angelo révèle qu'un mystérieux lycéen, originaire de Morio, l'avait transpercé avec un arc et une flèche lorsqu'il était en prison ce qui lui avait donné ses pouvoirs. À la suite de cette agression, Josuke décide de trouver ce lycéen et de veiller sur sa ville.

### L'Arc et la Flèche (Ch. 9–49)
Par hasard, Josuke et Koichi se rendent près d'une maison abandonnée où Koichi se fait transpercé par la fameuse flèche. Le mystérieux lycéen, caché dans la bâtisse, explique que quiconque est touché par la flèche peut développer un stand, à l'inverse, s'il n'a pas le potentiel requis, il en meurt. Josuke doit alors affronter les frères Nijimura, Okuyasu et Keicho. Si Okuyasu devient un allié, son frère tente de tuer Josuke grâce à son stand Bad Company. Défait, Keicho explique qu'ils cherchaient à créer des manieurs de stand pour tuer leur père. Ancien suppôt de Dio (antagoniste de Phantom Blood et Stardust Crusaders), leur paternel avait obtenu une énorme fortune en se faisant implanter des germes de sang. Le vampire tué, les germes avaient muté, transformant leur père en une créature immortelle douée de peu d'intelligence. Ayant obtenu l'arc et la flèche via Enya (une autre alliée de Dio), Keicho s'était mis en tête de le tuer pour qu'il connaisse enfin le repos. Keicho est alors tué par l'une de ses créations, un stand électrique, Red Hot Chili Peppers, qui s'empare des objets avant de s'enfuir. Lors de leur recherches pour trouver son manieur, Josuke, Koichi et Okuyasu découvrent que leur ville est rempli de manieurs pacifistes ou belliqueux. Le 8 mai 1999, transpercé par la flèche et ayant survécu, Koichi développe lui aussi un stand baptisé Echoes. Jotaro les convoque pour leur annoncer que Joseph vient à Morio pour les aider grâce à son stand (capable de révèler l'identité d'une personne via une photo). Red Hot Chili Peppers, qui souhaite ne pas révèler son identité (Akira Otoishi, un musicien), tente de les doubler en arrivant au port avant eux et de tuer ainsi Joseph, mais il se trouve quand même défait par Josuke. Le calme revenu dans la ville, Akira est arrêté (pour les vols qu'il a commis grâce à son stand), l'arc et la flèche sont mis en sécurité et Josuke profite de passer du temps avec son père.

### Yoshikage Kira (Ch. 50–99)
Red Hot Chili Peppers défait, Jotaro en profite pour trouver les derniers manieurs qu'Akira avait pu créer. Koichi, lui, rencontre Rohan Kishibe, un étrange mangaka également manieur, capable de lire la vie de n'importe qui grâce à son Heaven's Door. Le 13 juin 1999, devenu un allié, Koichi et lui se rendent dans une allée non indiquée sur les cartes de la ville. Ils y trouvent une adolescente, Reimi Sugimoto et son chien, Arnold, des fantômes. La jeune fille leur demande de trouver son assassin, un tueur en série qui sévit à Morio depuis des années et qui n'a jamais été arrêté par la police. Avant de partir, elle leur demande de ne pas se retourner car des esprits vengeurs ressemblant à des mains emmène quiconque les voit. Koichi et Rohan s'en sortent de justesse et informent le reste du groupe de la requête de Reimi. Sans le savoir, ils croisent le tueur, un simple employé de bureau, Yoshikage Kira, qui conserve temporairement les mains de ses victimes comme trophée. 
De leur côté, Josuke et Okuyasu deviennent ami avec un collégien, Shigekiyo Yangu dit "Shigechi", manieur du stand Harvest. Le 24 juin 1999, Yoshikage échange par mégarde son snack (qui contient la main de sa dernière victime) avec celui de Shigechi. L'assassin réussit à la récupérer, mais Shigechi découvre son identité. Yoshikage l'élimine en utilisant son Killer Queen, un stand capable de transformer en bombe tout ce qu'il touche et faisant disparaître de ce fait, les cadavres de ses victimes. Avant de mourir, Shigechi réussit à lui arracher un bouton de sa veste qu'il transmet à Josuke et Okuyasu. Le 28 juin 1999, Jotaro et Koichi se rendent dans une mercerie mais Yoshikage, qui a compris qu'il était pris en chasse, les attaque avec une bombe indépendante Sheer Heart Attack. Le stand de Koichi évolue en Echoes Act 3 et l'arrête en augmentant sa masse. 
Yoshikage n'a d'autre choix que d'affronter en personne Koichi et se fait battre par Jotaro. Il réussit néanmoins à s'enfuir jusqu'au salon Cinderella tenue par une manieuse capable de changer n'importe quelle partie du corps par celle de quelqu'un d'autre. Kira vole l'identité d'un homme et la tue avant qu'elle ne révèle à quoi il ressemble dorénavant.

### La fin de Kira (Ch. 100–174)
N'ayant plus de piste, le groupe se rend à son domicile et y découvre le père Kira, qui veille sur son fils depuis une photo grâce à son stand. Lui aussi s'enfuit avec une flèche qu'il possèdait via Enya et créé de nouveaux manieurs pour empêcher que son fils ne soit découvert. De son côté, Kira endosse le rôle d'un père de famille modeste. Si sa "femme" tombe éperdument amoureuse de lui, son fils Hayato émet des doutes sur l'identité de son père. Dans le grenier, Hayato trouve une plante-chat, anciennement un chat transformé grâce à la flèche du père Kira, que Yoshikage compte utiliser pour se protéger. Yoshikage commet cependant une erreur en tuant un couple qui l'avait importuné. En sortant de leur appartement, Yoshikage voit Hayato s'enfuir avec un camescope à la main et comprend qu'il a filmé toute la scène. Chez eux, Yoshikage, paniqué, le tue et se fait transpercer une seconde fois par la flèche lui permettant de développer une nouvelle capacité. Le 16 juillet 1999, Hayato est de nouveau en vie et est arrêté par Rohan qui l'a identifié en prenant des photos. Rohan explose alors et Hayato remonte le temps avant sa rencontre avec le mangaka. Yoshikage lui explique qu'il lui a greffé une bombe via ses nouveaux pouvoirs. Baptisée Bites the Dust, si Hayato révèle l'identité de Yoshikage par quelconque moyen, les personnes au courant explosent sur le champ et une boucle temporelle ramène Hayato quelques heures en arrière. 
Après plusieurs échecs, Hayato monte un stratagème en utilisant la plante-chat et pousse Yoshikage à dire son identité à haute voix. Le tueur se retourne et voit Josuke et Okuyasu qu'Hayato avait prévenu par téléphone. Un combat s'engage où le père Kira trépasse et son fils est grièvement blessé. Dans une dernière tentative, Kira tente de greffer Bites the Dust sur une infirmière venu avec des pompiers à la suite de l'incendie où se déroule l'affrontement. À sa surprise, Yoshikage se retrouve dans une ruelle. Il y aperçoit Reimi qui lui annonce qu'il est mort. Au moment où il déclenchait son pouvoir, une ambulance recula sans le voir, l'écrasant par accident. Yoshikage se retourne et est emmené dans les limbes par les esprits vengeurs. 
Vengés, Reimi et son chien partent vers l'autre monde. Jotaro et Joseph repartent de Morio, laissant Josuke et ses amis veillés sur la ville. Le manga se conclut en expliquant que les familles des victimes de Yoshikage espèrent toujours leur retour.

## Analyse
- Si vous ne connaissez pas le sujet, laissez ce bandeau (vous pouvez alors contacter les auteurs).
- Si vous supprimez le contenu mis en cause (vous pouvez préalablement contacter les auteurs),

argumentez précisément cette suppression dans la page de discussion
(un manque de référence n'est pas un argument ; une recherche réelle de référence doit avoir été effectuée, être formellement documentée).
Ambiance locale pour cette nouvelle partie qui se déroulera dans un seul et unique endroit, la petite ville de Morio au Japon. Vu que l'intrigue ne nous fera pas voyager cette fois ci, Araki concentrera tous ses efforts afin de créer une ville crédible et cohérente en redessinant le plan avec acharnement jusqu'à satisfaction. Hirohiko Araki nous offre sa partie préférée et la plus personnelle de son œuvre, en partie autobiographique. Elle se déroule dans une vision fantasmée de la ville de son enfance. Le protagoniste principal, Josuke, s'avère d'ailleurs être le héros préféré de l'auteur, son antagoniste, le déroutant Kira son vilain préféré et le très prétentieux Rohan son alter-ego de manga.
Plus orientée vers le mystère et le suspense que les autres parties de la série, on y est plus proche d'un polar avec une touche de fantastique, tout en suivant le quotidien étrange de nos héros. Les aventures de Josuke sont fort appréciées des fans pour leur qualité graphique, l'originalité des situations et le plaisir renouvelé qu'elle apporte. Chaque apparition d'un nouveau possesseur de Stand ne donne pas systématiquement lieu à une confrontation et nous assisterons à des rencontres des plus insolites et très amusantes. Car l'humour de JoJo's Bizarre Adventure transparaît clairement dans cette partie parfois très décalée. Araki, devenu un artiste abouti, y laisse libre cours à son imagination et à notre plus grand plaisir nous pourrons assister à des situations aussi diverses qu'une romance adolescente, un repas gastronomique, un remake de Speed, de Misery, d'un jour sans fin palpitant et d'une partie de Janken aux enjeux dantesques comme lui seul sait les inventer.

## Personnages et Stands
Les noms des stands sont tous des références à des musiques ou à des groupes de rock. 

### Protagonistes

#### Josuke Higashikata(東方 仗助,Higashikata Jōsuke?)
- Stand : Crazy Diamond

Jeune lycéen âgé de 16 ans qui ne supporte pas que l'on critique sa coupe de cheveux. Il vit à Morio avec sa mère Tomoko et son grand-père Ryohei, agent de police. À la mort de ce dernier, tué par le psychopathe Angelo, Josuke se fait un devoir de protéger la ville de Morio. Il est le fils illégitime de Joseph Joestar.
Son stand, Crazy Diamond, est similaire à Star Platinum de Jotaro pour ce qui est des capacités martiales, toutefois son cri est « DORARARARA ». À la différence de Star Platinum, tout élément que Crazy Diamond cogne peut être remodelé selon l'envie de Josuke, mais l'objet ne se remodèle jamais à l'état initial, il se reconstruit toujours de manière différente.Cependant, il ne peut pas toutefois se soigner lui-même ni ressusciter les morts.
Note : L'idéogramme 助 (suke) peut également se prononcer « jo », ce qui fait de Josuke un « JoJo » comme les autres protagonistes du manga.

#### Jotaro Kujo(空条 承太郎,Kujō Jōtaro?)
- Stand : Star Platinum The World

Désormais âgé de 28 ans et devenu biologiste, il vient a Morio pour rencontrer Josuke et l'informer d'une menace pesant sur sa ville. Il est le neveu de Josuke, bien qu'il ait 12 ans de plus que lui.
Star Platinum, son stand, est similaire en apparence et en capacités à celles qu'il avait dans l'arc précédent, Stardust Crusaders. Toutefois, il a pu développer la capacité similaire à celle du Stand de Dio Brando « The World », lui permettant de figer le temps pour quelques secondes.

#### Koichi Hirose(広瀬 康一,Hirose Kōichi?)
- Stand : Echoes

Narrateur de cette partie 4, Koichi est un jeune lycéen en première année qui se lie d'amitié avec Josuke. Il vit à Morio avec sa mère et sa sœur. Timide et craintif, il est transpercé par la Flèche de Keicho Nijimura et obtiendra un Stand, Echoes. C'est en affrontant des ennemis aux côtés de Josuke et de Echoes que Koichi s'affirmera et deviendra plus courageux.
Son stand Echoes prend plusieurs apparences (trois) au fil du manga. Ressemblant d'abord à une larve dotée de pattes permettant d'imprimer un mot sur un élément avec la définition du mot qui s'applique (Ex. : Si Echoes dit « chaud », le mot chaud dégagera de la chaleur sur l'élément où il est ancré), il finira par ressembler à un petit homme doué de parole et pouvant alourdir la masse d'un élément. Sa portée est toutefois réduite.
Le personnage de Koichi et de son stand sont inspirés des personnages du manga Dragon Ball publié en même temps que Diamond Is Unbreakable. Ainsi, lorsqu'il s'énerve, les cheveux de Koichi remontent en pointe comme les Super Saiyan et son stand (ainsi que ses évolutions) ressemble à Cell, l'antagoniste principal de l'Arc des Cyborgs[réf. nécessaire].

#### Okuyasu Nijimura(虹村 億泰,Nijimura Okuyasu?)
- Stand : The Hand

Lycéen un peu écervelé, il n'est au départ que le faire-valoir de son frère Keicho qui le méprise pour sa bêtise. Le but des deux frères est d'utiliser l'Arc et la Flèche afin de créer des manieurs de Stand assez puissants pour tuer leur père, transformé en monstre après avoir vendu son âme à Dio. Après avoir été vaincu par Josuke et assisté à la mort de son frère, il devient le meilleur ami de Josuke et rejoindra le groupe Joestar.
Son stand possède une capacité que son grand frère décrit comme « effrayante » : ses coups créent une sorte de zone invisible devant lui, agissant comme de l'antimatière. Tout ce qui est dans la zone disparaît, et Okuyasu se sert de cette fonction pour se déplacer rapidement sur de très courtes distances. Par contre, nul ne sait où finit tout ce que touche The Hand....

#### Tonio Trussardi(トニオ・トラサルディー,Tonio Turasarudī?)
- Stand : Pearl Jam

De son vrai nom Antonio Trussardi, c'est un chef cuisinier italien qui a établi son restaurant près du cimetière de Morio. Son stand permet à la nourriture de soigner les gens en détruisant la partie du corps malade pour générer une saine.

#### Rohan Kishibe(岸辺 露伴,Kishibe Rohan?)
- Stand : Heaven's Door

Célèbre dessinateur de manga âgé de seulement 20 ans, il est originaire de Morio et revient s'y installer. Assez prétentieux et hautain, il apprendra à s'ouvrir grâce aux autres utilisateurs de Stand, même s'il éprouve quand même un certain dédain pour Josuke et Okuyasu.
Rohan est très intelligent, curieux et obsédé par le réalisme de ses œuvres. Koichi et Toshikazu le rencontrent chez lui et tomberont sous l'emprise de son Stand. Vaincu par Josuke, Rohan deviendra ensuite un allié. Il sera l'un des premiers à enquêter sur les meurtres de Morio après avoir découvert que l'une des victimes l'a sauvé jadis.
Son stand Heaven's Door permet à Rohan de lire dans ses victimes comme dans un livre ouvert (au sens propre), leur corps se transformant en ouvrage de leur propre vie, chaque élément étant détaillé. Il peut lire à l'envi la vie et les pensées de sa victime. Si Rohan arrache une page, la personne deviendra amnésique. Le pouvoir plus terrifiant d'Heaven's Door est que Rohan peut écrire des ordres absolus sur ces pages, par exemple « Tu n'attaqueras pas Rohan ».

#### Yukako Yamagishi(山岸 由花子,Yamagishi Yukako?)
- Stand : Love Deluxe

Jeune lycéenne amoureuse de Koichi. Elle est excessive dans son comportement, allant jusqu'à le séquestrer et vouloir le rééduquer par la manière forte. Son stand lui permet de contrôler ses cheveux. Après avoir sombré dans la folie, elle est vaincue par Koichi. Alors qu'elle allait se tuer en chutant sur un rocher pointu, Koichi la sauva avec son Stand, la ramenant à la raison.

#### Joseph Joestar(ジョセフ・ジョースター,Josefu Jōsutā?)
- Stand : Hermit Purple

Grand-père de Jotaro et père de Josuke. Âgé de 79 ans, il est devenu sénile. Jotaro le fait venir au Japon pour qu'il puisse découvrir l'identité du dangereux manieur de Stand qui maîtrise l'électricité, qui s'avérera être un jeune musicien nommé Akira Otoishi. Après avoir vaincu Akira, Josuke rencontrera son père mais éprouvera une sensation de malaise étant donnés qu'ils ne se sont jamais connus. Par la suite, en compagnie de Josuke, Joseph découvrira un bébé invisible qu'il adoptera.

#### Reimi Sugimoto(杉本 鈴美,Sugimoto Reimi?)etArnold(アーノルド,Ānorudo?)
Reimi Sugimoto était une jeune fille âgée de 16 ans vivant à Morio avec ses parents et son chien Arnold. Une nuit, alors qu'elle gardait le petit Rohan Kishibe, elle découvrit que ses parents et son chien furent tués. Après avoir mis Rohan à l'abri, elle fut tuée à son tour par Yoshikage Kira. Les blessures à son dos sont si horribles qu'elle ne sont jamais montrées dans le manga, bien que l'auteur ait déjà dessiné des scènes particulièrement gores. Désormais, Reimi et son chien sont des fantômes et vivent dans une rue secrète de Morio. Rohan et Koichi les rencontreront et leur promettront d'arrêter leur meurtrier. Après la mort de Kira, le fantôme de ce dernier se retrouve dans la rue secrète et Reimi lui annonce qu'il paye pour ses crimes.

#### Shigekiyo Yangu(矢安宮重清,Yangū Shigekiyo?)
- Stand : Harvest

Surnommé « Shigechi », c'est un jeune collégien un peu bête et cupide, de très forte corpulence avec des excroissances sur le crâne ressemblant à des piques. Son Stand est une multitude de petits êtres lui obéissant au doigt et à l’œil. Intrigués par ces êtres qui ramassent des pièces de monnaie tombées, Josuke et Okuyasu vont à sa rencontre et se lient d'amitié avec lui. A eux trois, ils amassent une petite fortune mais Shigechi voudra la plus grosse part, estimant que son Stand est celui qui a le plus travaillé. Après un affrontement où Harvest s'avérera être extrêmement redoutable, Shigechi se réconcilie avec Josuke et Okuyasu. Un jour, il se fait voler sans le savoir son snack par un chien dans un parc et, croyant prendre son snack, il prendra par inadvertance un paquet appartenant à Yoshikage Kira et contenant une main de femme avant de rejoindre Josuke et Okuyasu. Kira fera tout pour récupérer le paquet sans se faire remarquer et réussira sans attirer l'attention des trois jeunes. Cependant, Shigechi le suit et l'accuse de lui voler son snack, avant de découvrir la main et de comprendre qu'il a affaire à un tueur en série. Malgré son grand potentiel, Harvest ne peut rien face à Killer Queen qui transforme Shigechi en bombe vivante. Shigechi tentera d'alerter Josuke et Okuyasu de l'existence d'un tel tueur mais explosera dans les couloirs du lycée. Alertés par le bruit, Josuke et Okuyasu verront une entité d'Harvest, en sang, leur apporter un bouton de veste appartenant à Kira avant de disparaître. Les parents de Shigechi ne sauront jamais ce qui est arrivé à leur fils mais le groupe Joestar se souvient de lui comme l'un de ceux qui a permis l'anéantissement de Kira.

#### Mikitaka Hazekura(支倉 未起隆,Hazekura Mikitaka?)
- Capacité : Earth, Wind and Fire

Jeune garçon étrange, nul ne sait qui il est vraiment et d'où il vient mais il prétend être un extraterrestre. Il a de longs cheveux blancs, des oreilles pointues, une tenue de lycéen avec des ornements en forme de soucoupes volantes. Il possède une capacité (qui s'avère être un Stand d'après l'auteur) lui permettant de se transformer en tout sorte d'objets sauf ceux présentant un mécanisme complexe ou surpassant sa propre puissance. Après avoir été piqué par la Flèche tirée par Yoshihiro Kira, il rencontre Josuke et aidera ce dernier à tricher aux dés contre Rohan. Par la suite, Mikitaka aidera Josuke et Okuyasu à vaincre Toyohiro Kanedaichi.

#### Hayato Kawajiri(川尻 早人,Kawajiri Hayato?)
Hayato est un jeune garçon de 11 ans, fils de Kosaku et de Shinobu Kawajiri. Cette famille n'est pas vraiment heureuse et vit dans l'indifférence la plus totale : Hayato ne parle quasiment pas à ses parents, passant son temps entre l'école et les jeux vidéo. Il éprouve même du mépris pour ses parents, entre son père qui ne pense qu'au travail et sa mère qui s'est mariée sans éprouver de l'amour.

### Antagonistes

#### Yoshikage Kira(吉良 吉影,Kira Yoshikage?)
- Stand : Killer Queen

Issu d'une noble famille déchue, il travaille comme employé de magasin. Sous ses allures de salaryman poli, élégant et raffiné se cache en réalité un psychopathe ayant développé un fétichisme des mains dès son plus jeune âge, après avoir été ébloui par La Joconde de Léonard de Vinci. Il sévit à Morio depuis des années en tuant des jeunes femmes et en gardant leurs mains comme "trophée" qu'il chérit comme une vraie personne. À noter qu'il ne tue que par besoin, quand la main commence par exemple à pourrir.
S'il poignardait atrocement ses victimes auparavant, c'est désormais grâce à son stand Killer Queen qu'il commet ses méfaits. Si Killer Queen possède quelques compétences martiales qui n'arrivent pas au niveau des stands de Jotaro ou Josuke, il dispose d'un arsenal de capacités assez riche :
- Il peut transformer un objet en bombe à retardement rien qu'en le touchant. Portée illimitée, une seule à la fois. La chaleur de l'objet et sa masse peuvent influencer l'explosion.
- Sheer Heart Attack est un petit char d'assaut lancé depuis l'un de ses poings, complètement autonome. D'une grande portée, ce petit char monté sur chenilles et orné d'un crâne traque sa proie pour la faire exploser. Sheer Heart Attack se reconstitue après chaque explosion ou dégât.
- Avec l'aide de Stray Cat, qui crée des bulles d'air, Killer Queen peut créer des bulles explosives et invisibles.
- Au contact de la Flèche, Kira développe une nouvelle compétence pour Killer Queen, Bites the Dust. Kira immisce son stand dans l'œil d'une victime, qui explosera si jamais l'identité de Kira est dévoilée. Killer Queen peut passer d'un œil à un autre (même deux personnes différentes), et utiliser Bites the Dust renvoie la réalité actuelle quelque temps auparavant, pour que son identité soit toujours cachée.

#### Yoshihiro Kira(吉良 吉廣,Kira Yoshihiro?)
- Stand : Atom Heart Father

Père de Yoshikage. Il sait tout de la véritable nature de son fils et l'accepte sans sourciller et le protège farouchement. Il est devenu un fantôme dans un appareil photo désormais capable de piéger les gens dans l'espace photographié par l'appareil. À la suite d'une ruse de Josuke, Yoshihiro est détruit par son propre fils.

#### Anjuro "Angelo" Katagiri(片桐 安十郎,Katagiri Anjūrō?)
- Stand : Aqua Necklace

Véritable sociopathe, il est considéré comme le pire criminel de l'Histoire du Japon pour avoir commis viols et meurtres. Devenu un manieur de Stand grâce à Keicho Nijimura, il s'évade de prison et s'en prend a toutes personnes dont le comportement lui déplaît. Il tue le grand-père de Josuke, mais ce dernier le venge en transformant Angelo en rocher avec Crazy Diamond.

#### Keicho Nijimura(虹村 形兆,Nijimura Keichō?)
- Stand: Bad Company

Frère aîné d'Okuyasu, il cherche à tuer son père, devenu un monstre après avoir vendu son âme à Dio. Il est tué par Akira Otoishi qui s'empare de l'arc et de la flèche.
Son stand, Bad Company, prend l'apparence d'une armée miniature aux ordres de Keicho. Tout comme les petits soldats du film Toy Story, les unités d'infanterie s'organisent comme un vrai régiment, et disposent même de tanks et d'hélicos. Ce stand ne peut obéir qu'a un seul ordre a la fois.

#### Akira Otoishi(音石 明,Otoishi Akira?)
- Stand : Red Hot Chili Pepper

Guitariste, il tue Keicho et finit en prison à la suite de sa défaite face a Okuyasu. Son but était de commettre des meurtres en toute impunité. Mais comme il a tué avec son Stand, ces meurtres ne peuvent pas être prouvés par la Justice japonaise et finit écroué uniquement pour avoir volé une multitude d'objets.
Son stand, Red Hot Chili Pepper, dispose d'une portée illimitée et peut parler. Naviguant au travers des ondes électriques, il manie l'électricité.

#### Mushikui(虫喰い,Bug-Eaten?)etMushikuidenai(虫食いでない,Not Bug-Eaten?)
- Stands : Ratt

Deux simples rats devenus manieurs de stand éveillé par Akira Otoishi, qui seront traqués par Jotaro et Josuke. Ils partagent le même Stand, Ratt, qui peut tirer des aiguilles qui liquéfient et tuent ce qu'elles touchent.

#### Ken Oyanagi(大柳 賢,Ōyanagi Ken?)
- Stand : Boy II Men

Jeune manieur de stand éveillé par Yoshihiro Kira qui donne quelques soucis a Rohan.

#### Yuuya Fungami(噴上 裕也,Fungami Yūya?)
- Stand : Highway Star

Jeune homme d'abord hospitalisé à la suite d'un accident de moto. Il est l'un des manieurs de Stand éveillé par Yoshihiro Kira. Son stand peut drainer les forces d'une personne afin de guérir ses propres blessures et il piste ses adversaires à l'odeur. Il piège d'abord Rohan dans le tunnel des deux Bois depuis sa chambre d'hôpital puis traque Josuke. Après une course poursuite infernale (le Stand de Fungami étant capable de se déplacer à 60 km/h), Josuke fini par retrouver et vaincre Fungami. Plus tard, il aide Josuke à retrouver Koichi qui a disparu et combat Terunosuke Miyamoto

#### Toyohiro Kanedaichi(鋼田一 豊大,Kanedaichi Toyohiro?)
- Stand : Superfly

Jeune homme qui vit dans un stand indépendant à l'apparence d'un pylône électrique. Superfly se lie à la personne qui entre en lui et l'emprisonne. Si la victime tente de s'enfuir, le stand le recouvre d'une couche d'acier l'empêchant de bouger. Si sa structure est attaquée, Superfly renvoie les coups vers son agresseur. Le seul moyen de s'en libérer est d'échanger sa place avec quelqu'un d'autre. Piégé depuis longtemps, Toyohiro a développé un mode de vie autonome et indépendant dans le pilier. S'il tente de piéger Josuke pour s'échapper dans un premier temps, il renonce et préfère continuer à vivre ainsi.

#### Masazo Kinoto(乙 雅三,Kinoto Masazō?)
- Stand : Cheap Trick

Personne banale, architecte de son métier, il développe un stand qui lui parasite le dos et le tue quand il montre celui-ci à quelqu'un. Il meurt sous les yeux de Rohan par le stand Cheap Trick.

#### Tama(タマ,Tama?)
- Stand : Stray Cat

Chat devenu une plante après sa mort. Il s'allie avec Kira et sera placé sur l'abdomen de Killer Queen pour combiner les capacités du stand. À la suite du décès de Kira, il vivra par la suite aux côtés du père d'Okuyasu

#### Terunosuke Miyamoto(宮本 輝之輔,Miyamoto Terunosuke?)
- Stand : Enigma

Manieur de Stand éveillé par Yoshihiro Kira qui le charge d'éliminer les protagonistes. C'est un homme obsédé par la peur et son Stand est capable d'emprisonner des personnes faisant un signe de peur distinctif. Il vainc Koichi, mais est battu par Yuya Fungami. Josuke le transforme en livre.

### Autres personnages

#### Aya Tsuji(辻 彩,Tsuji Aya?)
- Stand : Cendrillon

Esthéticienne, elle est tuée par Kira. Son stand permet de modifier l'apparence d'une personne. Elle finira explosée par le stand Killer Queen de Kira.

#### Tomoko Higashikata(東方 朋子,Higashikata Tomoko?)
Mère de Josuke. Âgée de 36 ans, c'est une jolie femme au caractère particulier qui travaille comme professeur et vit à Morio avec son père et son fils. Elle est toujours amoureuse de Joseph Joestar, le père de Josuke, malgré le fait qu'il ne lui ait plus donné de nouvelles.

#### Ryōhei Higashikata(東方 良平,Higashikata Ryōhei?)
Grand-père de Josuke et père de Tomoko. C'est un homme assez âgé qui travaille comme policier à Morio. Il est tué par Angelo et c'est pour lui rendre hommage que Josuke collaborera avec Jotaro contre les manieurs de Stand maléfiques à Morio.

#### Tamami Kobayashi(小林 玉美,Kobayashi Tamami?)
- Stand : The Lock

Petit escroc sans envergure, il use de son Stand pour racketter ses victimes. Son Stand à l'apparence d'un cadenas qui alourdit le sentiment de culpabilité. Tamami peut également pousser sa victime au suicide par ses paroles. Il s'attaque à Koichi pour le racketter et le domine complètement grâce au pouvoir de son Stand. Cependant, Koichi développe son Stand Echoes Act-1 qui peut matérialiser des sons et les faire entendre à l'infini. Rendu fou par les sons, Tamami s'avoue vaincu et deviendra le serviteur de Koichi. Par la suite, Tamami finira aux urgences après avoir été attaqué par Surface.

#### Toshikazu Hazamada(間田 敏和,Hazamada Toshikazu?)
- Stand : Surface

Jeune lycéen manieur de stand, il est particulièrement cruel, jaloux et pervers, obligeant un ami à s'énucléer un œil avec un crayon à papier. Son Stand Surface est un pantin de bois qui prend l'apparence de celui qui le touche et le force à reproduire ses mouvements. Après avoir donné du fil à retordre à Josuke et Koichi, il est finalement mis hors d'état de nuire avant de se faire passer à tabac par deux bikers qu'il avait violenté peu avant. Par la suite, il change radicalement de comportement comme Tamami, se lie d'amitié avec Koichi qui comme lui, est un grand fan de Rohan Kishibe et de ses mangas. Avec Koichi, Toshikazu s'introduira dans la maison du mangaka et tombera sous l'emprise du Stand Heaven's Door.

#### Shizuka Joestar(静・ジョースター,Shizuka Jōsutā?)
- Stand : Achtung Baby

Shizuka est un bébé invisible et qui rend invisible l'espace environnant quand elle est stressée. Trouvée dans Morio par Josuke et Joseph, elle est adoptée par ce dernier.

## Liste des chapitres

### Version J'ai Lu
| no | Japonais         | Japonais      | Français          | Français      |
| no | Date de sortie   | ISBN          | Date de sortie    | ISBN          |
| --- | ---------------- | ------------- | ----------------- | ------------- |
| 29 | 4 novembre 1992  | 4-08-851635-4 | 26 juin 2004      | 9782290341438 |
| Higashikate Jôsuke entre en scène Couverture (de gauche à droite) : Jotaro Kujo, Josuke Higashikata Dos : Josuke HigashikataListe des chapitres : - Ch. 266–268 : Kûjô Jôtarô rencontre Higashikata Jôsuke ! (1–3) - Ch. 269–273 : Higashikata Jôsuke rencontre Angelo ! (1–5) - Ch. 274 : Les frères Nijimura (1)                                                                       |                  |               |                   |               |
| 30 | 7 janvier 1993   | 4-08-851636-2 | 30 juin 2004      | 9782290341490 |
| Nijimura Okuyasu - Keichô Couverture (de gauche à droite) : Josuke Higashikata, Koichi Hirose Dos : Koichi HiroseListe des chapitres : - Ch. 275–283 : Les frères Nijimura (2–10) |                  |               |                   |               |
| 31 | 4 mars 1993      | 4-08-851637-0 | 15 juillet 2004   | 9782290341537 |
| Kôichi Hirose, Echoes Couverture : Josuke Higashikata Dos (de gauche à droite) : Tomoko Higashikata, Jotaro Kujo, Tamami KobayashiListe des chapitres : - Ch. 284–288 : Hirose Kôichi, Echoes (1–5) - Ch. 289–293 : Hazamada Toshikazu, Surface (1–5) |                  |               |                   |               |
| 32 | 10 mai 1993      | 4-08-851638-9 | 26 août 2004      | 9782290341971 |
| Yamagishi Yukako est amoureuse Couverture (de gauche à droite) : Josuke Higashikata, Okuyasu Nijimura, Koichi Hirose Dos : Okuyasu NijimuraListe des chapitres : - Ch. 294–302 : Yamagishi Yukako est amoureuse (1–9) |                  |               |                   |               |
| 33 | 2 juillet 1993   | 4-08-851639-7 | 18 septembre 2004 | 9782290341988 |
| Allons manger italien ! Couverture (de gauche à droite) : Okuyasu Nijimura, Koichi Hirose, Josuke Higashikata, Jotaro Kujo Dos : Yukako YamagishiListe des chapitres : - Ch. 303–306 : Allons manger italien ! (1–4) - Ch. 307–312 : Red Hot Chili Pepper (1–6) |                  |               |                   |               |
| 34 | 3 septembre 1993 | 4-08-851640-0 | 19 octobre 2004   | 9782290341995 |
| Du thé et des gâteaux Couverture (de gauche à droite) : Koichi Hirose, Joseph Joestar, Okuyasu Nijimura, Jotaro Kujo, Josuke Higashikata, Yukako Yamagishi Dos : Love Deluxe (Stand)Liste des chapitres : - Ch. 313–314 : Red Hot Chili Pepper (7–8) - Ch. 315–317 : On est tombé sur un sale truc ! (1–3) - Ch. 318–321 : Du thé et des gâteaux (1–4)                                   |                  |               |                   |               |
| 35 | 4 novembre 1993  | 4-08-851405-X | 21 novembre 2004  | 9782290342008 |
| L'aventure de Kishibe Rohan Couverture : Rohan Kishibe Dos : Rohan KishibeListe des chapitres : - Ch. 322–324 : Du thé et des gâteaux (5–7) - Ch. 325–329 : Partie de chasse ! (1–5) - Ch. 330–331 : L'aventure de Kishibe Rohan (1–2) |                  |               |                   |               |
| 36 | 4 février 1994   | 4-08-851406-8 | 18 décembre 2004  | 9782290342015 |
| La moisson de Shigechî Couverture (de gauche à droite) : Okuyasu Nijimura, Rohan Kishibe, Josuke Higashikata, Koichi Hirose, Jotaro Kujo Dos : Rohan KishibeListe des chapitres : - Ch. 332–334 : L'aventure de Kishibe Rohan (3–5) - Ch. 335–341 : La moisson de Shigechî (1–7) |                  |               |                   |               |
| 37 | 2 mai 1994       | 4-08-851407-6 | 22 mars 2005      | 9782290343944 |
| Monsieur Kira aime la tranquillité Couverture (de gauche à droite) : Echoes, Killer Queen, The Hand, Josuke Higashikata, Star Platinum The World, Crazy Diamond, Harvest Dos : Yoshikage KiraListe des chapitres : - Ch. 342–346 : Monsieur Kira aime la tranquillité (1–5) - Ch. 347 : Les gens de Morioh - Ch. 348–350 : Cinderella ou le rêve de Yamagishi Yukako (1–3)               |                  |               |                   |               |
| 38 | 4 août 1994      | 4-08-851408-4 | 25 avril 2005     | 9782290343968 |
| Sheer Heart Attack Couverture (de gauche à droite) : Sheer Heart Attack, Yoshikage Kira, Killer Queen Dos : Yoshikage KiraListe des chapitres : - Ch. 351–353 : Cinderella ou le rêve de Yamagishi Yukako (4–6) - Ch. 354–359 : Sheer Heart Attack (1–6) |                  |               |                   |               |
| 39 | 4 novembre 1994  | 4-08-851409-2 | 18 mai 2005       | 9782290347782 |
| Les larmes de mon paternel Couverture (de gauche à droite) : The Hand, Crazy Diamond, Josuke Higashikata, Echoes Act 3, Star Platinum The World Dos : Echoes Act 3Liste des chapitres : - Ch. 360–364 : Sheer Heart Attack (7–11) - Ch. 365–369 : Atom Heart Father (1–4) |                  |               |                   |               |
| 40 | 11 janvier 1995  | 4-08-851410-6 | 24 juin 2005      | 9782290347805 |
| Pierre, ciseaux, papier Couverture (de gauche à droite) : Rohan Kishibe, Ken Oyanagi Dos : Echoes Act 3Liste des chapitres : - Ch. 370 : La nouvelle vie de Kira Yoshikage (1) - Ch. 371–376 : Pierre, ciseaux, papier (1–6) - Ch. 377 : La nouvelle vie de Kira Yoshikage (2) - Ch. 378–379 : Je suis un extraterrestre (1–2)                                                           |                  |               |                   |               |
| 41 | 3 mars 1995      | 4-08-851891-8 | 8 juillet 2005    | 9782290347836 |
| Highway Star Couverture (de gauche à droite) : Rohan Kishibe, Okuyasu Nijimura, Joseph Joestar, Yukako Yamagishi, Josuke Higashikata, Jorato Kujo, Koichi Hirose Dos : Killer QueenListe des chapitres : - Ch. 380–383 : Je suis un extraterrestre (3–6) - Ch. 384–389 : Highway Star (1–6)                                                                                              |                  |               |                   |               |
| 42 | 11 mai 1995      | 4-08-851892-6 | 26 août 2005      | 9782290347843 |
| British Blue Couverture : Josuke Higashikata Dos : Killer QueenListe des chapitres : - Ch. 390–391 : Highway Star (7–8) - Ch. 392–397 : British Blue (1–6) - Ch. 398 : Pylône trois-pièces, meublé (1) |                  |               |                   |               |
| 43 | 4 août 1995      | 4-08-851893-4 | 23 septembre 2005 | 9782290347867 |
| Enigma Couverture (de gauche à droite) : Josuke Higashikata, Crazy Diamond Dos : Killer QueenListe des chapitres : - Ch. 399–403 : Pylône trois-pièces, meublé (2–6) - Ch. 404–407 : Enigma (1–4) |                  |               |                   |               |
| 44 | 4 octobre 1995   | 4-08-851894-2 | 24 octobre 2005   | 9782290347874 |
| Mon papa n'est pas mon papa Couverture (de gauche à droite) : Heaven's Door, Rohan Kishibe, Echoes Act 3, Koichi Hirose, Crazy Diamond, Josuke Higashikata Dos : Reimi Sugimoto, ArnoldListe des chapitres : - Ch. 408–409 : Enigma (5–6) - Ch. 410–411 : Mon papa n'est pas mon papa (1–2) - Ch. 412–417 : Cheap Trick (1–6)                                                            |                  |               |                   |               |
| 45 | 10 janvier 1996  | 4-08-851895-0 | 25 novembre 2005  | 9782290347898 |
| Another One Bites The Dust Couverture (de gauche à droite) : Yoshikage Kira, Hayato Kawajiri, Killer Queen Dos : Hayato KawajiriListe des chapitres : - Ch. 418–427 : Another One Bites The Dust (1–10) |                  |               |                   |               |
| 46 | 4 mars 1996      | 4-08-851896-9 | 2 décembre 2005   | 9782290347904 |
| Indestructible Crazy Diamond Couverture (de gauche à droite) : Crazy Diamond, Josuke Higashikata, Yoshikage Kira, Killer Queen Dos : Josuke HigashikataListe des chapitres : - Ch. 428–436 : Indestructible Crazy Diamond (1–9) - Ch. 437 : Laisse-moi te rafraîchir la mémoire ! - Ch. 438 : L'esprit protecteur de la ville - Ch. 439 : Sayonara, Moriô - La génération des cœurs d'or |                  |               |                   |               |

### Version Delcourt Tonkam
| no | Japonais         | Japonais      | Français          | Français          |
| no | Date de sortie   | ISBN          | Date de sortie    | ISBN              |
| --- | ---------------- | ------------- | ----------------- | ----------------- |
| 1 (29) | 4 novembre 1992  | 4-08-851635-4 | 1er juillet 2015  | 978-2-7560-6925-8 |
| Josuke Higashikata entre en scène Couverture (de gauche à droite) : Jotaro Kujo, Josuke Higashikata Dos : Josuke HigashikataListe des chapitres : - Ch. 1–3 : Jotaro Kujo rencontre Josuke Higashikata ! (①–③) - Ch. 4–9 : Josuke Higashikata rencontre Angelo ! (①–⑤) - Ch. 10 : Les frères Nijimura (①)                                                                |                  |               |                   |                   |
| 2 (30) | 7 janvier 1993   | 4-08-851636-2 | 23 septembre 2015 | 978-2-7560-6926-5 |
| Les frères Nijimura Couverture (de gauche à droite) : Josuke Higashikata, Koichi Hirose Dos : Koichi HiroseListe des chapitres : - Ch. 10–18 : Les frères Nijimura (②–⑩) |                  |               |                   |                   |
| 3 (31) | 4 mars 1993      | 4-08-851637-0 | 21 octobre 2015   | 978-2-7560-7174-9 |
| Koichi Hirose (Echoes) Couverture : Josuke Higashikata Dos (de gauche à droite) : Tomoko Higashikata, Jotaro Kujo, Tamami KobayashiListe des chapitres : - Ch. 19–23 : Koichi Hirose (Echoes) (①–⑤) - Ch. 24–28 : Toshizaku Hazamada (Surface) (①–⑤) |                  |               |                   |                   |
| 4 (32) | 10 mai 1993      | 4-08-851638-9 | 25 novembre 2015  | 978-2-7560-7256-2 |
| Yukako Yamagishi est amoureuse Couverture (de gauche à droite) : Josuke Higashikata, Okuyasu Nijimura, Koichi Hirose Dos : Okuyasu NijimuraListe des chapitres : - Ch. 29–37 : Yukako Yamagishi est amoureuse (①–⑨) |                  |               |                   |                   |
| 5 (33) | 2 juillet 1993   | 4-08-851639-7 | 2 décembre 2015   | 978-2-7560-7257-9 |
| Allons manger italien Couverture (de gauche à droite) : Okuyasu Nijimura, Koichi Hirose, Josuke Higashikata, Jotaro Kujo Dos : Yukako YamagishiListe des chapitres : - Ch. 38–41 : Allons manger italien (①–④) - Ch. 42–47 : Red Hot Chili Peppers (①–⑥) |                  |               |                   |                   |
| 6 (34) | 3 septembre 1993 | 4-08-851640-0 | 6 janvier 2016    | 978-2-7560-7531-0 |
| Visite chez un mangaka Couverture (de gauche à droite) : Koichi Hirose, Joseph Joestar, Okuyasu Nijimura, Jotaro Kujo, Josuke Higashikata, Yukako Yamagishi Dos : Love Deluxe (Stand)Liste des chapitres : - Ch. 48–49 : Red Hot Chili Peppers (⑦–⑧) - Ch. 50–52 : On a ramassé un truc chelou ! (①–③) - Ch. 53–56 : Visite chez un mangaka (①–④)                        |                  |               |                   |                   |
| 7 (35) | 4 novembre 1993  | 4-08-851405-X | 3 février 2016    | 978-2-7560-7532-7 |
| L'aventure de Rohan Kishibe Couverture : Rohan Kishibe Dos : Rohan KishibeListe des chapitres : - Ch. 57–59 : Visite chez un mangaka (⑤–⑦) - Ch. 60–64 : La chasse est ouverte ! (①–⑤) - Ch. 65–66 : L'aventure de Rohan Kishibe (①–②) |                  |               |                   |                   |
| 8 (36) | 4 février 1994   | 4-08-851406-8 | 23 mars 2016      | 978-2-7560-7682-9 |
| La moisson de Shigechi Couverture (de gauche à droite) : Okuyasu Nijimura, Rohan Kishibe, Josuke Higashikata, Koichi Hirose, Jotaro Kujo Dos : Rohan KishibeListe des chapitres : - Ch. 67–69 : L'aventure de Rohan Kishibe (③–⑤) - Ch. 70–76 : La moisson de Shigechi (①–⑦)                                                                                             |                  |               |                   |                   |
| 9 (37) | 2 mai 1994       | 4-08-851407-6 | 6 avril 2016      | 978-2-7560-7683-6 |
| Yoshikage Kira veut la tranquillité Couverture (de gauche à droite) : Echoes, Killer Queen, The Hand, Josuke Higashikata, Star Platinum The World, Crazy Diamond, Harvest Dos : Yoshikage KiraListe des chapitres : - Ch. 77–81 : Yoshikage Kira veut la tranquillité (①–⑤) - Ch. 82 : Les habitants de Morio - Ch. 83–85 : Yukako Yamagishi se rêve en Cendrillon (①–③) |                  |               |                   |                   |
| 10 (38) | 4 août 1994      | 4-08-851408-4 | 25 mai 2016       | 978-2-7560-7684-3 |
| Sheer Heart Attack Couverture (de gauche à droite) : Sheer Heart Attack, Yoshikage Kira, Killer Queen Dos : Yoshikage KiraListe des chapitres : - Ch. 86–88 : Yukako Yamagishi se rêve en Cendrillon (④–⑥) - Ch. 89–94 : Sheer Heart Attack (①–⑥) |                  |               |                   |                   |
| 11 (39) | 4 novembre 1994  | 4-08-851409-2 | 22 juin 2016      | 978-2-7560-7685-0 |
| Les larmes du père Couverture (de gauche à droite) : The Hand, Crazy Diamond, Josuke Higashikata, Echoes Acte 3, Star Platinum The World Dos : Echoes Acte 3Liste des chapitres : - Ch. 95–99 : Sheer Heart Attack (⑦–⑪) - Ch. 100–104 : Atom Heart Father (①–⑤) |                  |               |                   |                   |
| 12 (40) | 11 janvier 1995  | 4-08-851410-6 | 6 juillet 2016    | 978-2-7560-7686-7 |
| Pierre-feuille-ciseaux ! Couverture (de gauche à droite) : Rohan Kishibe, Ken Oyanagi Dos : Echoes Acte 3Liste des chapitres : - Ch. 105 : Des nouvelles de Kira (①) - Ch. 106–111 : Pierre-feuille-ciseaux ! (①–⑥) - Ch. 112 : Des nouvelles de Kira ② - Ch. 113–114 : Je suis un extraterrestre (①–②)                                                                  |                  |               |                   |                   |
| 13 (41) | 3 mars 1995      | 4-08-851891-8 | 17 août 2016      | 978-2-7560-8162-5 |
| Highway Star Couverture (de gauche à droite) : Rohan Kishibe, Okuyasu Nijimura, Joseph Joestar, Yukako Yamagishi, Josuke Higashikata, Jorato Kujo, Koichi Hirose Dos : Killer QueenListe des chapitres : - Ch. 115–118 : Je suis un extraterrestre (③–⑥) - Ch. 119–124 : Highway Star (①–⑥)                                                                              |                  |               |                   |                   |
| 14 (42) | 11 mai 1995      | 4-08-851892-6 | 7 septembre 2016  | 978-2-7560-8163-2 |
| Le chat qui aimait Yoshikage Kira Couverture : Josuke Higashikata Dos : Killer QueenListe des chapitres : - Ch. 125–126 : Highway Star (⑦–⑧) - Ch. 127–132 : Le chat qui aimait Yoshikage Kira (①–⑥) - Ch. 133 : Pylône tout confort (①) |                  |               |                   |                   |
| 15 (43) | 4 août 1995      | 4-08-851893-4 | 5 octobre 2016    | 978-2-7560-8164-9 |
| Le mystère Enigma Couverture (de gauche à droite) : Josuke Higashikata, Crazy Diamond Dos : Killer QueenListe des chapitres : - Ch. 134–138 : Pylône tout confort (②–⑥) - Ch. 139–142 : Enigma (①–④) |                  |               |                   |                   |
| 16 (44) | 4 octobre 1995   | 4-08-851894-2 | 2 novembre 2016   | 978-2-7560-8165-6 |
| Mon papa n'est pas mon papa Couverture (de gauche à droite) : Heaven's Door, Rohan Kishibe, Echoes Acte 3, Koichi Hirose, Crazy Diamond, Josuke Higashikata Dos : Reimi Sugimoto, ArnoldListe des chapitres : - Ch. 143–144 : Enigma (⑤–⑥) - Ch. 145–146 : Mon papa n'est pas mon papa (①–②) - Ch. 147–152 : Cheap Trick (①–⑥)                                           |                  |               |                   |                   |
| 17 (45) | 10 janvier 1996  | 4-08-851895-0 | 30 novembre 2016  | 978-2-7560-8283-7 |
| Another One Bites The Dust Couverture (de gauche à droite) : Yoshikage Kira, Hayato Kawajiri, Killer Queen Dos : Hayato KawajiriListe des chapitres : - Ch. 153–162 : Another One Bites The Dust (①–⑩) |                  |               |                   |                   |
| 18 (46) | 4 mars 1996      | 4-08-851896-9 | 30 novembre 2016  | 978-2-7560-9101-3 |
| Crazy Diamond is Unbreakable Couverture (de gauche à droite) : Crazy Diamond, Josuke Higashikata, Yoshikage Kira, Killer Queen Dos : Josuke HigashikataListe des chapitres : - Ch. 163–171 : Crazy Diamond is Unbreakable (①–⑨) - Ch. 172 : Je vais te rafraîchir la mémoire - Ch. 173 : L'ange gardien de la ville - Ch. 174 : Adieu Morio - La jeunesse au cœur d'or   |                  |               |                   |                   |

### Shueisha BOOKS
1. 1 2 3 4  Tome 1
2. 1 2 3 4  Tome 2
3. 1 2 3 4  Tome 3
4. 1 2 3 4  Tome 4
5. 1 2 3 4  Tome 5
6. 1 2 3 4  Tome 6
7. 1 2 3 4  Tome 7
8. 1 2 3 4  Tome 8
9. 1 2 3 4  Tome 9
10. 1 2 3 4  Tome 10
11. 1 2 3 4  Tome 11
12. 1 2 3 4  Tome 12
13. 1 2 3 4  Tome 13
14. 1 2 3 4  Tome 14
15. 1 2 3 4  Tome 15
16. 1 2 3 4  Tome 16
17. 1 2 3 4  Tome 17
18. 1 2 3 4  Tome 18

### Éditions Tonkam
1. 1 2  Tome 1
2. 1 2  Tome 2
3. 1 2  Tome 3
4. 1 2  Tome 4
5. 1 2  Tome 5
6. 1 2  Tome 6
7. 1 2  Tome 7
8. 1 2  Tome 8
9. 1 2  Tome 9
10. 1 2  Tome 10
11. 1 2  Tome 11
12. 1 2  Tome 12
13. 1 2  Tome 13
14. 1 2  Tome 14
15. 1 2  Tome 15
16. 1 2  Tome 16
17. 1 2  Tome 17
18. 1 2  Tome 18